# Стшельці-Опольські (гміна)
Гміна Стшельце-Опольське (пол. Gmina Strzelce Opolskie) — місько-сільська гміна у південно-західній Польщі. Належить до Стшелецького повіту Опольського воєводства.
Станом на 31 грудня 2011 у гміні проживало 31708 осіб.

## Територія
Згідно з даними за 2007 рік площа гміни становила 202.35 км², у тому числі:
- орні землі: 59.00%
- ліси: 30.00%

Таким чином, площа гміни становить 27.19% площі повіту.

## Населення
Станом на 31 грудня 2011:
| Опис     | Загалом | Загалом | Чоловіки | Чоловіки | Жінки | Жінки |
| -------- | ------- | ------- | -------- | -------- | ----- | ----- |
| одиниця  | осіб    | %       | осіб     | %        | осіб  | %     |
| все      | 31708   | 100     | 15431    | 48.67    | 16277 | 51.33 |
| міське   | 18754   | 100     | 9009     | 48.04    | 9745  | 51.96 |
| сільське | 12954   | 100     | 6422     | 49.58    | 6532  | 50.42 |

## Сусідні гміни
Гміна Стшельце-Опольське межує з такими гмінами: Вельовесь, Ґоґолін, Ємельниця, Здзешовіце, Ізбицько, Кольоновське, Лесьниця, Озімек, Тошек, Уязд.